# Le Virtuose (film, 1921)
Pour les articles homonymes, voir Virtuose, Le Virtuose (film, 2014) et Le Virtuose (film, 2021).
Pour plus de détails, voir Fiche technique et Distribution.
Le Virtuose (The Concert) est un film américain réalisé par Victor Schertzinger et sorti en 1921.
Le film est considéré comme étant perdu.

## Synopsis
Augustus Martinot, 43 ans, est un pianiste de renom fasciné par les femmes. Bien que marié, il fait la connaissance de Delphine Hart, l'épouse d'un médecin.

## Fiche technique
- Titre original : The Concert
- Réalisation : Victor Schertzinger
- Assistant réalisateur : Wyatt Brewster
- Scénario :  J.E. Nash d'après une pièce d'Hermann Bahr
- Photographie : George Webber
- Production : Goldwyn Pictures Corporation
- Durée: 6 bobines[2]
- Dates de sortie: 
  - États-Unis : 20 février 1921
  - France : 31 mars 1922

## Distribution
- Lewis Stone : Augustus Martinot
- Myrtle Stedman : Mary Martinot
- Raymond Hatton : Dr. Hart
- Mabel Julienne Scott : Delphine Hart
- Gertrude Astor : Eva
- Russ Powell : Pollinger
- Lydia Yeamans Titus : Mrs. Pollinger
- Frances Hall